# Cách mạng hoa cẩm chướng
Cách mạng hoa cẩm chướng (tiếng Bồ Đào Nha: Revolução dos Cravos), cũng được gọi là Cách mạng ngày 25 tháng Tư (Revolução de 25 de Abril) là cuộc binh biến lật đổ chế độ độc tài Nhà nước Mới vào ngày 25 tháng 4 năm 1974 ở Lisboa, Bồ Đào Nha. Cuộc cách mạng bắt đầu như một cuộc đảo chính quân sự do Phong trào Lực lượng Vũ trang tổ chức bao gồm các sĩ quan quân đội phản đối chế độ, nhưng phong trào đã sớm kết hợp với một chiến dịch không dự kiến trước và phổ biến của kháng cự dân sự. Phong trào này dẫn đến sự sụp đổ của Nhà nước Mới và sự rút lui của Bồ Đào Nha ra khỏi các thuộc địa châu Phi.
Cái tên "Cách mạng hoa cẩm chướng" xuất phát từ thực tế là hầu như không có phát súng nào được bắn ra và khi dân chúng xuống đường để kỷ niệm sự kết thúc của chế độ độc tài và chiến tranh ở các thuộc địa, hoa cẩm chướng được đặt vào các họng súng và trên đồng phục của quân đội Celeste Caeiro. Ở Bồ Đào Nha, ngày 25 tháng 4 là ngày lễ quốc gia, được gọi là Ngày Tự do (tiếng Bồ Đào Nha: Dia da Liberdade), để chào mừng sự kiện này.

## Ngày Tự do
Ngày Tự do vào ngày 25 tháng 4 là một ngày lễ quốc gia ở Bồ Đào Nha, với cả hai lễ kỷ niệm do nhà nước tài trợ và tự phát ca ngợi các quyền tự do dân sự cơ bản và các quyền tự do chính trị đạt được sau cuộc cách mạng. Nó kỷ niệm cả cuộc đảo chính quân sự ngày 25 tháng 4 năm 1974 và những cuộc bầu cử tự do đầu tiên vào ngày đó vào năm 1975.